# Franz Bauer (Politiker, 1936)
Franz Bauer (* 4. Dezember 1936 in Latsch) ist ein Südtiroler Politiker.

## Leben
Bauer absolvierte an der Universität für Bodenkultur in Wien ein Studium der Kulturtechnik und Forstwissenschaft. Ab 1968 arbeitete er als Wasserbauingenieur im öffentlichen Dienst. Politisch betätigte sich Bauer zunächst in der Jugendorganisation der Südtiroler Volkspartei, der Jungen Generation. 1969 wurde er erstmals in den Gemeinderat und -ausschuss von Latsch gewählt. Von 1977 bis 1988 stand er als Bürgermeister seiner Heimatgemeinde vor. 1988 wurde er für die SVP in den Südtiroler Landtag und damit gleichzeitig den Regionalrat Trentino-Südtirol gewählt, denen er bis 1993 angehörte. Von 1989 bis 1994 war Bauer zudem als Regionalassessor für Grundbuch und Kataster Mitglied der Regionalregierung.